# Communauté de communes du Val de l'Aisne
La communauté de communes du Val de l'Aisne (CCVA) est une communauté de communes française, située dans le département de l'Aisne.

## Historique
L'intercommunalité a été créée par un arrêté préfectoral du 28 décembre 1994. La communauté de communes comprenait à l'origine les vingt-six communes de l'ancien canton de Vailly-sur-Aisne qui sont rejoints en 1998 par trente-neuf communes de l'ancien canton de Braine sauf Braine et Courcelles-sur-Vesle. Braine adhère finalement à la communauté de communes en 1999. 
Le 1er janvier 2013, la commune de Courcelles-sur-Vesle intègre la CCVA.
Le 1er janvier 2016 les communes de Glennes, de Longueval-Barbonval, de Merval, de Perles, de Révillon, de Vauxcéré et de Villers-en-Prayères fusionnent au sein de la commune nouvelle des Septvallons, réduisant de 63 à 58 le nombre de communes associées au sein de la CCVA.
Le 1er janvier 2022, les communes de Bazoches-sur-Vesles et Saint-Thibaut se sont regroupées pour former la commune nouvelle de Bazoches-et-Saint-Thibaut.
Le 1er janvier 2025, les communes de Filain et de Pargny-Filain fusionnent pour constituer la commune nouvelle de Pargny-et-Filain. Le nombre de communes de la CCVA est de 56.

## Territoire communautaire

### Géographie
L'intercommunalité est constituée d'un tissu rurbain situé au nord, à l'est et au nord-est de l'agglomération de Soissons.
Le territoire communautaire est baigné par l'Aisne, la Vesle, le Murton, le canal latéral à l'Aisne et le canal de l'Oise à l'Aisne.

### Composition
La communauté de communes est composée des 56 communes suivantes :

| Nom                       | Code Insee | Gentilé                  | Superficie (km2) | Population (dernière pop. légale) | Densité (hab./km2) |
| ------------------------- | ---------- | ------------------------ | ---------------- | --------------------------------- | ------------------ |
| Presles-et-Boves (siège)  | 02620      | Preslois                 | 9,61             | 327 (2022)                        | 34                 |
| Aizy-Jouy                 | 02008      | Aizyjois                 | 14,63            | 308 (2022)                        | 21                 |
| Allemant                  | 02010      | Allemantiots             | 5,13             | 166 (2022)                        | 32                 |
| Augy                      | 02036      | Augycois                 | 2,6              | 68 (2022)                         | 26                 |
| Bazoches-et-Saint-Thibaut | 02054      |                          | 13,62            | 517 (2022)                        | 38                 |
| Blanzy-lès-Fismes         | 02091      | Blanzyacois              | 5,27             | 91 (2022)                         | 17                 |
| Braine                    | 02110      | Brainois                 | 11,61            | 2 243 (2022)                      | 193                |
| Braye                     | 02118      | Brayacois                | 1,34             | 130 (2022)                        | 97                 |
| Brenelle                  | 02120      | Brenellois               | 4,34             | 194 (2022)                        | 45                 |
| Bruys                     | 02129      | Bruyciacois              | 5,7              | 19 (2022)                         | 3,3                |
| Bucy-le-Long              | 02131      | Bucyquois                | 12,86            | 1 915 (2022)                      | 149                |
| Celles-sur-Aisne          | 02148      | Cellois                  | 6,16             | 252 (2022)                        | 41                 |
| Cerseuil                  | 02152      | Cerseuillois             | 4,61             | 88 (2022)                         | 19                 |
| Chassemy                  | 02167      | Chassemysiens            | 10,85            | 898 (2022)                        | 83                 |
| Chavignon                 | 02174      | Chavignonnais            | 11,55            | 852 (2022)                        | 74                 |
| Chavonne                  | 02176      | Chavonniens              | 3,62             | 210 (2022)                        | 58                 |
| Chéry-Chartreuve          | 02179      | Chéry-Chartreuvois       | 13,69            | 379 (2022)                        | 28                 |
| Chivres-Val               | 02190      | Chivresvallois           | 5,54             | 532 (2022)                        | 96                 |
| Ciry-Salsogne             | 02195      | Cirysiens ou Salsogniens | 8,95             | 892 (2022)                        | 100                |
| Clamecy                   | 02198      | Clamecycois              | 3,4              | 238 (2022)                        | 70                 |
| Condé-sur-Aisne           | 02210      | Condéens                 | 3,73             | 358 (2022)                        | 96                 |
| Courcelles-sur-Vesle      | 02224      | Courcellois              | 8,81             | 348 (2022)                        | 40                 |
| Couvrelles                | 02230      | Couvrellois              | 7,5              | 177 (2022)                        | 24                 |
| Cys-la-Commune            | 02255      | Gysiacois                | 4,39             | 159 (2022)                        | 36                 |
| Dhuizel                   | 02263      | Dhuizellois              | 6,81             | 113 (2022)                        | 17                 |
| Jouaignes                 | 02393      |                          | 7,84             | 139 (2022)                        | 18                 |
| Laffaux                   | 02400      | Laffausiens              | 6,76             | 154 (2022)                        | 23                 |
| Lesges                    | 02421      | Lesgeois                 | 6,65             | 84 (2022)                         | 13                 |
| Lhuys                     | 02427      | Lhuysiens                | 4,95             | 139 (2022)                        | 28                 |
| Limé                      | 02432      | Liméens                  | 5,55             | 191 (2022)                        | 34                 |
| Margival                  | 02464      | Margivalois              | 5,47             | 369 (2022)                        | 67                 |
| Missy-sur-Aisne           | 02487      | Axo-Missiens             | 3,25             | 628 (2022)                        | 193                |
| Monampteuil               | 02490      | Monamptois               | 5,86             | 123 (2022)                        | 21                 |
| Mont-Notre-Dame           | 02520      | Mont-Nostradamiens       | 9,96             | 742 (2022)                        | 74                 |
| Mont-Saint-Martin         | 02523      | Saint-Martinois          | 5,81             | 70 (2022)                         | 12                 |
| Nanteuil-la-Fosse         | 02537      | Nantoliens               | 7,36             | 196 (2022)                        | 27                 |
| Neuville-sur-Margival     | 02551      | Neuvillois               | 3,65             | 114 (2022)                        | 31                 |
| Ostel                     | 02577      | Ostellois                | 9,1              | 91 (2022)                         | 10                 |
| Paars                     | 02581      | Paaréens                 | 5,15             | 314 (2022)                        | 61                 |
| Pargny-et-Filain          | 02589      |                          | 9,79             | 371 (2022)                        | 38                 |
| Pont-Arcy                 | 02612      | Pont-Arciens             | 3,18             | 118 (2022)                        | 37                 |
| Quincy-sous-le-Mont       | 02633      | Quincyens                | 5,04             | 62 (2022)                         | 12                 |
| Saint-Mard                | 02682      | Saint-Mardois            | 4,69             | 116 (2022)                        | 25                 |
| Sancy-les-Cheminots       | 02698      | Sancysiens               | 4,53             | 98 (2022)                         | 22                 |
| Les Septvallons           | 02439      |                          | 38,14            | 1 234 (2022)                      | 32                 |
| Serval                    | 02715      | Servalois                | 2,14             | 42 (2022)                         | 20                 |
| Soupir                    | 02730      | Soupirois                | 10,2             | 270 (2022)                        | 26                 |
| Tannières                 | 02735      | Tanniérois               | 2,55             | 16 (2022)                         | 6,3                |
| Terny-Sorny               | 02739      | Terniens ou Ternyacois   | 7,07             | 326 (2022)                        | 46                 |
| Vailly-sur-Aisne          | 02758      | Vaillysiens              | 9,97             | 2 019 (2022)                      | 203                |
| Vasseny                   | 02763      | Vassenyens               | 3,18             | 204 (2022)                        | 64                 |
| Vaudesson                 | 02766      | Vaudessonnais            | 8,42             | 238 (2022)                        | 28                 |
| Vauxtin                   | 02773      | Vauxtinois               | 2,27             | 44 (2022)                         | 19                 |
| Viel-Arcy                 | 02797      | Viel-Arcyniens           | 6,59             | 172 (2022)                        | 26                 |
| Ville-Savoye              | 02817      | Ville-Savoyard           | 2,64             | 83 (2022)                         | 31                 |
| Vuillery                  | 02829      | Vuilleriots              | 1,09             | 43 (2022)                         | 39                 |

### Démographie
| 1968   | 1975   | 1982   | 1990   | 1999   | 2010   | 2015   | 2022   |
| ------ | ------ | ------ | ------ | ------ | ------ | ------ | ------ |
| 16 111 | 16 176 | 16 434 | 17 634 | 18 472 | 20 082 | 20 361 | 20 284 |

## Organisation

### Siège
Le siège de la communauté de communes est à Presles-et-Boves, 20 ter, rue du Bois-Morin.

### Élus
Afin de tenir compte des évolutions démographiques, la composition du conseil communautaire est modifié à compter des élections municipales de 2020 dans l'Aisne et est porté à 82 membres répartis de ma manière suivante : 

- 7 délégués pour Braine ; 

- 6 délégués pour Bucy-le-Long et Vailly-sur-Aisne ;

- 3 délégués pour Ciry-Salsogne et Les Septvallons ;

- 2 délégués pour Bazoches-et-Saint-Thibaut, Chassemy, Chavignon, Missy-sur-Aisne et Mont-Notre-Dame ;

- 1 délégué ou son suppléant pour les autres communes.
À la suite du renouvellement intervenu lors des élections municipales de 2020, le conseil communautaire du 16 juillet 2020 a élu son président, Thierry Routier, maire de Bucy-le-Long et désigné 4 vice-présidents qui sont, : 
1. Marie-Claude Laine, maire-adjointe de Braine, chargée de l'aménagement et de l'urbanisme.
2. Claude Madiot, maire de Missy-sur-Aisne, chargé des finances.
3. Bruno Marcellin, maire de Margival, chargé des déchets ménagers.
4. Thierry Decauche, 1er adjoint au maire de Chéry-Chartreuve, chargé de l'économie.
5. Christian Chatel, maire-adjoint de Saint-Mard, chargé de l'enfance et de la jeunesse
6. Arnaud Battefort, maire de Vailly-sur-Aisne, chargé du tourisme.
7. Michel Lemaire, maire de Sancy-les-Cheminots, chargé de l'assainissement.

Ils forment ensemble l'exécutif de l'intercommunalité pour le mandat 2020-2026.

### Liste des présidents
| Période                                  | Période                       | Identité        | Étiquette | Qualité                                                                                                   |
| ---------------------------------------- | ----------------------------- | --------------- | --------- | --- |
| Les données manquantes sont à compléter. |                               |                 |           | |
| 2008                                     | 2014                          | Annick Venet    | DVD       | Infirmière Maire de Vailly-sur-Aisne (1995 → 2014) Conseillère générale de Vailly-sur-Aisne (1990 → 2015) |
| 2014                                     | 2020                          | Jean Chabrol    | DVD       | Maçon retraité Maire de Couvrelles (2014 → ) Vice-président du PETR du Soissonnais et du Valois (2018 → ) |
| juillet 2020                             | En cours (au 28 juillet 2020) | Thierry Routier | UDI       | Cadre Maire de Bucy-le-Long (2014 → )                                                                     |

### Compétences
L'intercommunalité exerce les compétences qui lui ont été transférées par les communes membres, dans les conditions déterminées par le code général des collectivités territoriales. Il s'agit de :
- Aménagement de l’espace : schéma de cohérence territoriale (SCoT), zones d’aménagement concerté (ZAC) d’intérêt communautaire d’au moins 1 ha, constitution de réserves foncières, système d’information géographique communautaire (SIG), zone(s) de développement de l’éolien ;
- Développement économique : zones d’activités existantes (zone artisanale de la Fosselle à Bucy-le-Long, zone industrielle communautaire des Waillons à Braine) ou à créer d'au moins un hectare, études, aménagement et gestion de locaux visant à accueillir des activités économiques sur les zones d’intérêt communautaire, procédures de restructuration ou de développement du commerce et de l’artisanat, mise en place et soutien à la création d’outils d’accueil, de conseil et d’accompagnement des chefs d’entreprises et des porteurs de projets à vocation économique ;
- Protection et mise en valeur de l’environnement : collecte et valorisation des déchets ménagers et déchets assimilés, assainissement collectif des eaux usées (La gestion et la maîtrise des eaux pluviales et du ruissellement, la défense contre les inondations restent de la compétence communale), assainissement non collectif des eaux usées (Contrôle et entretien des installations, réhabilitation des installations d’assainissement non collectif au nom de l’intérêt général ou de l’urgence, notamment pour lutter contre les pollutions et protéger les ressources en eau), étude visant à mettre en place des politiques environnementales d’intérêt communautaire, politique de lutte contre la pollution de la ressource en eau et politique d’aide à la gestion de la ressource en eau, dans le cadre d’un projet commun contractualisé avec l’Agence de l’Eau Seine-Normandie, schéma d'aménagement et de gestion des eaux (SAGE) ;
- Développement touristique et mise en valeur du patrimoine : Fort de Condé, itinéraires de randonnée, sites et équipements à vocation touristique reconnus d’intérêt communautaire, office de tourisme intercommunal, promotion en faveur du tourisme ;
- Politique du logement et du cadre de vie : programme local de l’habitat (PLH), gestion de logements ;
- Politique enfance - jeunesse (0-17 ans) :  relais d'assistantes maternelles (RAM), établissements de type multi-accueil (accueil collectif occasionnel et régulier) accueillant au moins 15 enfants, projet éducatif local, accompagnement des associations et communes qui œuvrent dans le domaine de la petite enfance, l’enfance et la jeunesse, aide financière aux formations "Brevet d’Aptitude à la Fonction d’Animateur" et "Brevet d’Aptitude à la Fonction de Directeur" pour les habitants du territoire s’engageant à effectuer leur stage pratique dans un des accueils de loisirs et de vacances du territoire, actions d’intérêt communautaire à destination des 12-17 ans (animations ponctuelles et sorties culturelles, sportives et de loisirs), projets d’intérêt communautaire ayant pour objectifs la diffusion et la pratique artistique et culturelle sur des temps libres encadrés (accueil des loisirs sans hébergement extra-scolaire, périscolaire) et sur des temps scolaires ;
- Services à la population : études relatives au plan de déplacement inter-territorial et des expérimentations qui en découlent, accompagnement de la Mission locale  ;
- Prêt de matériel aux communes et associations du territoire.

### Régime fiscal et budget
La communauté de communes est un établissement public de coopération intercommunale à fiscalité propre.
Afin de financer l'exercice de ses compétences, la communauté de communes perçoit une fiscalité additionnelle aux impôts locaux des communes, avec fiscalité professionnelle de zone (FPZ ) et sans fiscalité professionnelle sur les éoliennes (FPE).
Elle collecte également la taxe d'enlèvement des ordures ménagères (TEOM), qui finance ce service public.

### Organismes de coopération
L'intercommunalité est membre du pôle d’équilibre territorial et rural du Soissonnais et du Valois, créé en 2018.